# II koalicja antyfrancuska
Tzw. „druga koalicja” (1798–1802) była powtórną próbą zjednoczenia mocarstw europejskich dążących do zniszczenia, a jeśli się to nie uda – poważnego osłabienia rewolucyjnej Francji. W czasie gdy generał Napoleon Bonaparte prowadził kampanię w Egipcie, nieprzyjazne Francji państwa zaczęły przygotowania do kolejnego uderzenia. Austria i carska Rosja formowały nowe armie, przygotowując się do uderzenia wiosną 1799 roku na terenie Niemiec i północnych Włoch.
Pod auspicjami Zjednoczonego Królestwa, a pod formalnym przewodnictwem cara Pawła I, utworzona została koalicja państw w składzie: Austria, Zjednoczone Królestwo, Rosja, Portugalia, Królestwo Neapolu i Imperium Osmańskie. Napoleon miał niewielkie szanse na szybkie przerzucenie swego korpusu ekspedycyjnego z Egiptu do Europy, co budziło nadzieje koalicjantów.

## Preludium
W roku 1798 działania zbrojne na terenie Italii prowadziły jedynie wojska neapolitańskie, zajmując nawet przejściowo opanowany przez Francuzów Rzym. Król Neapolu Ferdynand IV nie chciał wojny, ale pod wpływem żony posła brytyjskiego (i kochanki adm. Nelsona) zdecydował się na antyfrancuską wyprawę. Wkrótce jednak gen. Championnet pokonał armię neapolitańską pod Civita Castellana i w grudniu odzyskał Rzym, do którego wkroczyła Legia gen. Kniaziewicza. Następnie wojska francuskie zdobyły Neapol przekształcając królestwo w Republikę Partenopejską. Jednocześnie do Francji przyłączony został Piemont, którego władca Karol Emanuel IV musiał udać się na wygnanie. Sukcesy francuskie były jednak przejściowe.

## Wojna
Na początku 1799 połączona flota rosyjsko-turecka pod dowództwem adm. Uszakowa wypędziła Francuzów z Wysp Jońskich, a 28 kwietnia zerwane zostały rokowania pokojowe na kongresie w Rastatt pomiędzy przedstawicielami Francji i Świętego Cesarstwa. Anglicy zajęli Maltę, a w Kampanii i Kalabrii wybuchło antyfrancuskie powstanie chłopskie, wsparte desantem wojsk rosyjskich i osmańskich z Korfu. W czerwcu Neapol skapitulował, a wojska francuskie wycofały się spiesznie na północ.
Tam jednak również Francuzom nie wiodło się najlepiej. Rosyjski generał Suworow odniósł szereg zwycięstw we Włoszech zmuszając wojska francuskie pod dowództwem Moreau do wycofania się z doliny Padu w rejon Genui i podnóża Alp Francuskich, a po bitwie nad Trebbią odrzucił idący z południa korpus gen. MacDonalda z powrotem w Apeniny.
Pokonanie sił francuskich nie było możliwe bez opanowania Szwajcarii. Austriacy nie kwapili się do prowadzenia działań w tak trudnym terenie, więc zrzucili wszystko na Rosjan. Z południa, przez Alpy, atakował korpus Suworowa, a z północy siły gen. Rimskiego-Korsakowa. Wojska Korsakowa zostały pokonane w dwóch bitwach pod Zurychem przez Massénę, co spowodowało ich wycofanie do Rosji. Parciu Francuzów na południe opierał się Suworow, ale przed okrążeniem i zniszczeniem jego sił uratował upór i wytrzymałość rosyjskiego żołnierza; Suworow przedarł się przez przełęcz św. Gotarda i wiszący nad przepaścią „Diabelski Most” (niem. Teufelsbrücke), a następnie na północ, w kierunku Jeziora Bodeńskiego.
Nie powiodło się koalicjantom także w Holandii, gdzie działał korpus ekspedycyjny księcia Yorku i posiłkowe oddziały rosyjskie. Spodziewane powstanie antyfrancuskie nie wybuchło, więc po kilku niepowodzeniach Anglicy wycofali się w październiku, a żołnierzy rosyjskich wywieźli na wyspę Jersey. Wielka Brytania nie przejawiała chęci dalszego angażowania swych sił na lądzie. To zniechęciło Rosjan i spowodowało wystąpienie cara Pawła z koalicji.
W Niemczech, Karol Ludwik Habsburg zmusił Francuzów pod dowództwem Jean-Baptiste Jourdana do wycofania się za Ren i odniósł kilka zwycięstw w polu, Jourdana zastąpił więc Masséna.

## Druga faza wojny
W dniu 9 listopada (18 brumeire'a) 1799 nastąpił w Paryżu wojskowy zamach stanu. W jego wyniku Dyrektoriat został obalony, a władza dostała się w ręce Napoleona – pierwszego konsula. Przejął on też natychmiast inicjatywę wojenną, żądając by Austria wycofała się z Półwyspu Apenińskiego. Gdy ultimatum nie zostało przyjęte, Napoleon, po ryzykownej przeprawie wojsk francuskich przez Przełęcz Świętego Bernarda w Alpach (14-21 maja 1800), rozbił siły austriackie 14 czerwca pod Marengo. Następnie Francuzi zajęli Monachium i zagrozili Wiedniowi, stolicy Austrii.
Austriacy po kilku miesiącach zawieszenia broni wznowili działania, ale 3 grudnia gen. Moreau pokonał ich pod Hohenlinden w Bawarii, gdzie znakomitą postawą odznaczyli się ułani polskiej Legii Naddunajskiej. Zmusiło to Austrię do zawarcia 9 lutego 1801 pokoju w Lunéville, przywracającego stan posiadania, jak po włoskich zwycięstwach Napoleona z 1797.
Wielka Brytania wycofała się z wojny jako ostatnia, podpisując 25 marca 1802 r. pokój w Amiens.

## Skutki
Austria wycofała się z wojny w lutym 1801 roku. Według ustaleń z Lunéville granica Francji i Rzeszy miała przebiegać wzdłuż Renu. Austria zachowywała Wenecję, a Francja odzyskiwała Piemont i Lombardię.
Na mocy podpisanego 25 marca 1802 roku traktatu Wielka Brytania zatrzymywała zagarniętą Hiszpanii wyspę Trinidad i zabraną Holandii wyspę Cejlon, a nadto otrzymała w zarząd (teoretycznie na pół roku) holenderską kolonię Kap w południowej Afryce. W zamian za to Malta miała zostać zwrócona Kawalerom Maltańskim, a wojska francuskie w Egipcie otrzymać swobodę powrotu do ojczyzny.